# Штаде
Штаде (нем. Hansestadt Stade) — ганзейский город в Германии, районный центр, расположен в земле Нижняя Саксония, между Гамбургом и Куксхафеном.
Входит в состав района Штаде.
Первые жители появились в здешних краях за тысячу лет до нашей эры. В 9 веке нашей эры здесь уже был посёлок с гаванью.
Население составляет 46 159 человек (на 31 декабря 2010 года). Занимает площадь 110,03 км².
В городе расположено более трех с половиной тысяч предприятий, которые предоставляют рабочие места 23 тысячам человек. Это и такие крупные предприятия, как химический завод DOW Deutschland, алюминиевый завод Aluminium Oxid Stade, цеха заводов Аэробус-Верк Штаде. Официальный код — 03 3 59 038.
Среди известных уроженцев — Пётр Сиверс.
Город-побратим — Лейквуд, США

## Фотографии

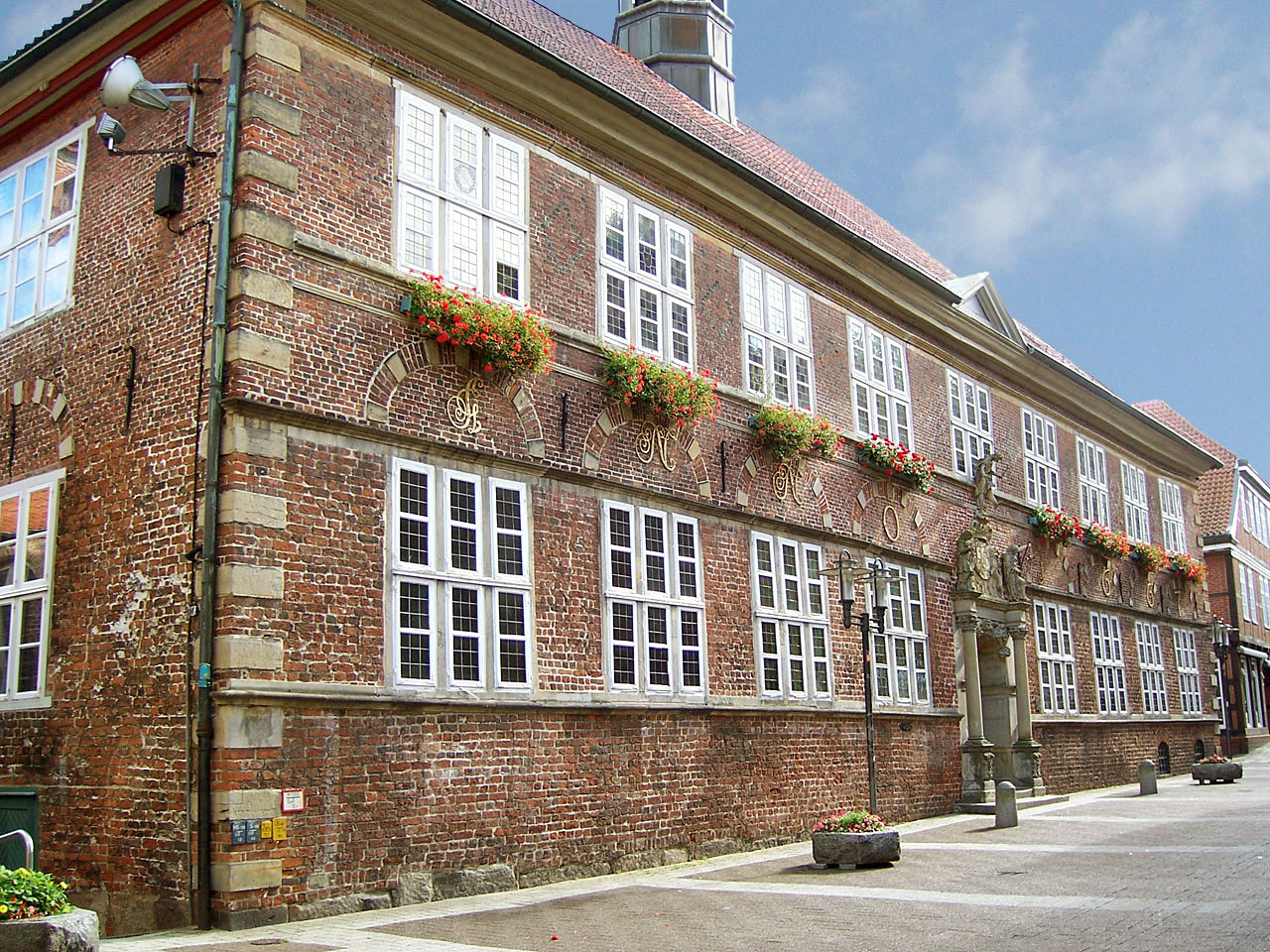
Ратуша
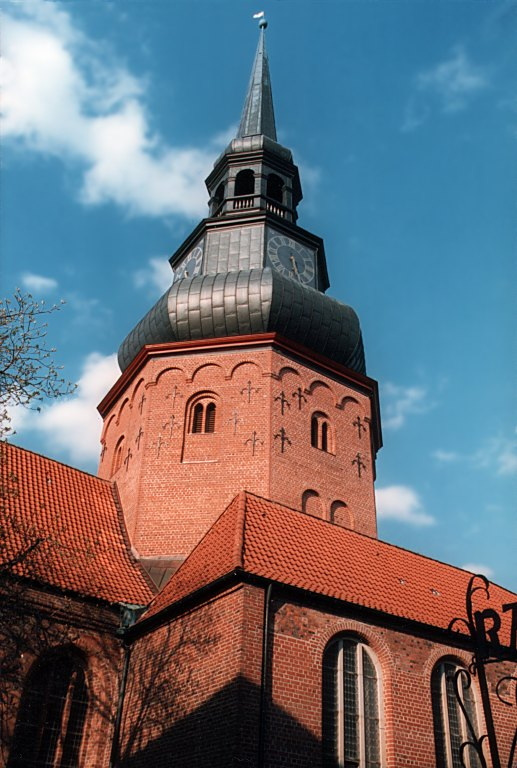
Церковь
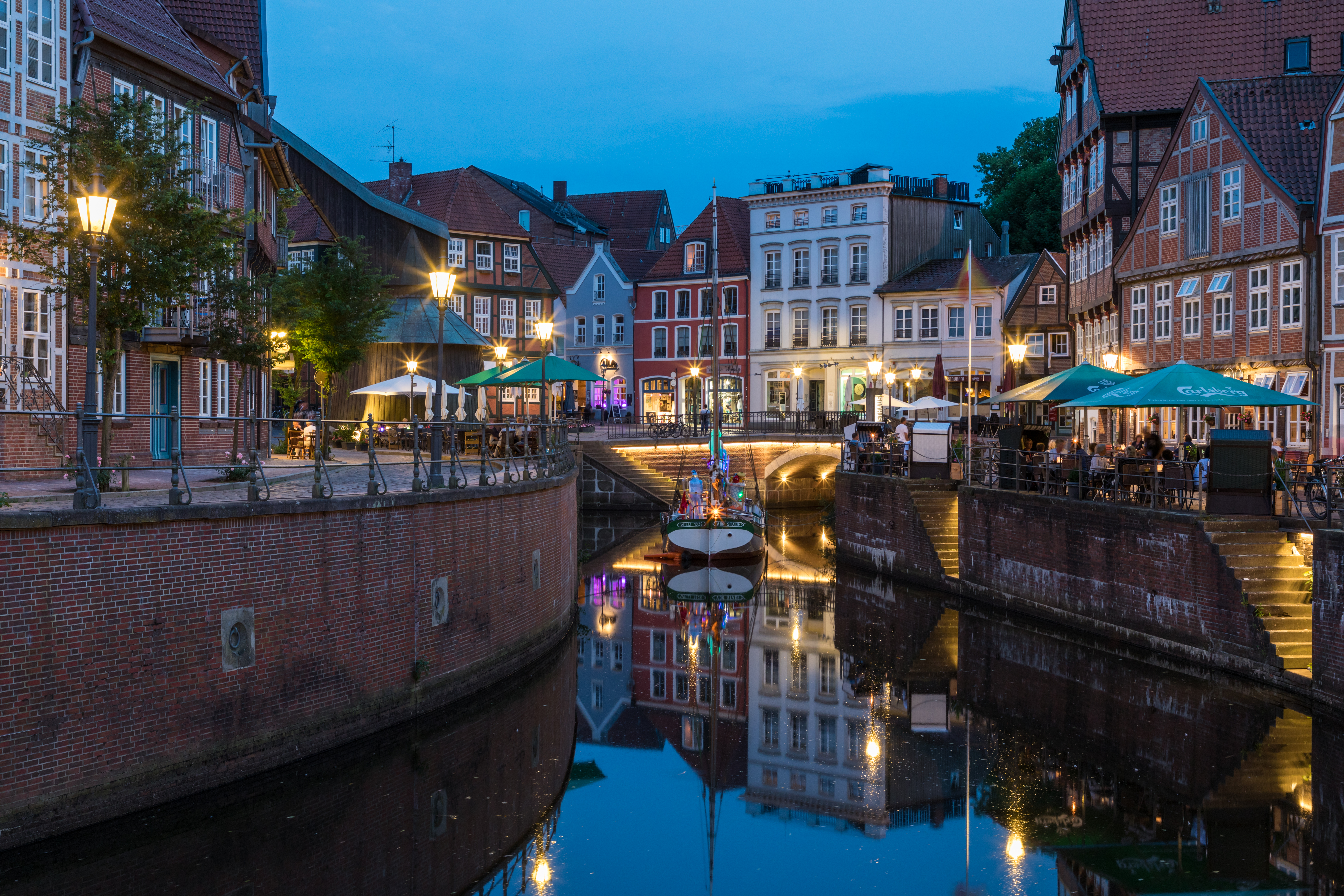